# Жупелевець
Жупелевець (словен. Župelevec) — поселення в общині Брежиці, Споднєпосавський регіон, Словенія. Висота над рівнем моря: 179,9 м.